# Прудиус Іван Никифорович
Прудиус Іван Никифорович (нар.8 червня 1942, Білоусівка-2, Тульчинський район, Вінницька область) — вчений в області техніки НВЧ, антен та оброблення сигналів в радіотехнічних системах.

## Життєпис
Народився Іван Прудиус у с. Білоусівка-2 Тульчинського району на Вінниччині. Після закінчення 7 класів поступив у Ладижинський технікум механізації сільського господарства, який закінчив у 1960 р.
У 1960-1964 рр. — трудова діяльність та строкова служба в армії.
У 1964-1969 рр. навчався у Львівському політехнічному інституті (ЛПІ) — випускник радіотехнічного факультету (РТФ).
З 1969 р. працював на посадах інженера, молодшого наукового співробітника, старшого наукового співробітника в НДЛ-16 ЛПІ.
У 1976 р. перейшов на викладацьку роботу.
В 1980 р. захистив кандидатську дисертацію, а у 1985 р. отримав вчене звання доцента.
З 1991 до 2001 р. — декан радіотехнічного факультету.
З 2001 р. обіймає посаду професора кафедри РЕПС та заступника директора — декан базової вищої освіти Інституту телекомунікацій, радіоелектроніки та електронної техніки(ІТРЕ) Виконував обов'язки секретаря приймальної комісії інституту.
З 2004 р. — директор ІТРЕ.
У 2005 р. захистив докторську дисертацію.
З 2007 р. — завідувач кафедри РЕПС ІТРЕ. Посаду завідувача кафеди поєднує з посадою директора ІТРЕ.
Викладає дисципліни «Пристрої НВЧ і антени», «Апаратура радіорелейних та супутникових ліній зв'язку».

## Наукова діяльність
Прудиус І. Н. є автором понад 200 наукових праць, 30 методичних розробок, із них 1 посібник і один підручник, близько 20 авторських свідоцтв і патентів України.
Підготував 6 кандидатів наук, керує роботою 3х аспірантів і пошукувачів наукового ступеня, член спеціалізованої Вченої Ради із захисту докторських і кандидатських дисертацій у Національному університеті Львівська політехніка, науково-методичної комісії з напряму «Радіотехніка» та член експертної ради ДАК Міністерства освіти і науки України, член експертної ради ВАК України, член редколегій наукових журналів «Радиоэлектроника» (видання м. Київ) та «Цифрові технології» (видання м. Одеса), вісника «Радіоелектроніка і телекомунікації» Національного університету «Львівська політехніка» (видання м. Львів), інформаційно-технічного журналу «TV-технології» (видання м. Київ).
З 1992 року Прудиус І. Н. організував і провів на високому рівні 10 Міжнародних НТК «Сучасні проблеми засобів телекомунікації комп'ютерної інженерії та підготовки спеціалістів (TCSET)».
Під керівництвом Прудиуса І. Н.на кафедрі РЕПС виконуються наукові проекти з фундаментальних та прикладних досліджень.

## Нагороди
За плідну роботу з підготовки фахівців з радіоелектронної галузі і зв'язку та наукові досягнення нагороджений:
- Грамотою Управління освіти Львівської обласної держадміністрації (1996 р.).
- Почесною грамотою Міністерства освіти України (1996 р.).
- Знаком «Відмінник освіти України» (1997 р.).
- Почесним дипломом Міністерства зв'язку України (1995 р.).
- Знаком «За наукові досягнення» (2005, 2007 рр.).

За значний внесок у справу підготовки висококваліфікованих офіцерських кадрів Збройних сил України нагороджений:
- З нагоди 100-ї річниці з дня створення військового інституту при Національному університеті «Львівська політехніка» Грамотою Міністерства оборони України;
- Медаллю «15 років Збройним силам України» (2006 р.).